# Riedel Bau
Die Riedel Bau AG ist ein Bauunternehmen mit Stammsitz im unterfränkischen Schweinfurt. Die Riedel Bau AG ist das Mutterunternehmen der Riedel Bau-Gruppe, die acht Standorte in Deutschland unterhält. Die Unternehmensgruppe errichtet Hoch- und Tiefbauten als Rohbau sowie schlüsselfertige Bauten für die öffentliche Hand sowie den industriellen und gewerblichen Bereich. Des Weiteren umfasst das Dienstleistungsangebot der Riedel Bau die Projektentwicklung und den Vertrieb von Eigentumswohnungen, Wohn- und Gewerbebauten als Bauträger sowie die Sanierung von Gebäuden. Ebenso ist das Unternehmen im Tiefbau tätig. 2021 erwirtschaftete Riedel Bau 279,9 Millionen Euro Umsatz.

## Geschichte

### Gründung und Anfangsjahre
Riedel Bau wurde zum 1. April 1899 von dem Baumeister Johann Riedel als „Maurergeschäft Johann Riedel“ in Schweinfurt gegründet. In den Folgejahren führte das Unternehmen größere Bauvorhaben in den Bereichen Industrie- und Gewerbebau, Wohnbau und Brückenbau aus; beispielsweise war Riedel Bau mit dem Bauunternehmen Georg Stützel an dem im Sommer 1902 begonnenen Neubau der Schweinfurter Maxbrücke, die im Februar 1897 durch Hochwasser und Eisgang beschädigt worden war, im Rahmen der Durchführung von Maurer- und Steinhauerarbeiten für die Pfeiler und Widerlager beteiligt. Darüber hinaus errichtete das Unternehmen 1903 die Staustufe in Schweinfurt. Neben der Tätigkeit für öffentliche Bauträger baute das Unternehmen bis 1906 rund zwanzig Wohnhäuser in Schweinfurt und Umgebung. 1906 wurde der jüngere Bruder von Johann Riedel – der Baumeister Leonhard Riedel – Gesellschafter des Unternehmens. Ab diesem Zeitpunkt firmierte die Gesellschaft unter „Gebr. Riedel“.
Im Jahr 1915 entwickelte das Bauunternehmen Eisenbetonbehälter, die sowohl für kochendes Wasser als auch schwache Säuren geeignet waren. Die Behälter wurden beispielsweise von der Deutsche Gelatine-Fabriken AG Göppingen und Schweinfurt verwendet. Bis nach dem Ersten Weltkrieg bildete der Bahnbau einen wesentlichen Bestandteil der Geschäftstätigkeit des Unternehmens. Beispielsweise wirkten die Gebr. Riedel als Bauunternehmen an der Strecke Gemünden–Hammelburg sowie der Bahnlinie Hammelburg–Bad Kissingen mit.

### Entwicklungen nach dem Ersten Weltkrieg
Ab 1922 arbeitete Riedel Bau mit modernen Baumaschinen. Nachdem das Baumaterial sowie die Werkzeuge zunächst per Pferdefuhrwerk transportiert worden waren, setzte Riedel Bau ab 1922 einen Lastkraftwagen sowie eine Schmalspurdampflok ein. Im Folgejahr traten die Söhne der Gründer (Heinrich Riedel, Leonhard Riedel I, Wilhelm Riedel, Hans Riedel, Leonhard Riedel II) in das Unternehmen ein.
Von 1926 bis 1930 wirkte Riedel Bau darüber hinaus an der infolge des zunehmenden Bevölkerungswachstums verstärkt durchgeführten Förderung des kommunalen sowie genossenschaftlichen Wohnungsbaus mit. Beispielsweise errichtete das Unternehmen Wohnungsneubauten für den Beamtenwohnungsverein Schweinfurt. Ebenso wurde Riedel Bau mit dem Ausbau der Kanalisation im nordwestlichen Stadtgebiet beauftragt.

### Auswirkungen des Zweiten Weltkriegs
1939 wurde das Unternehmen von einer Kommanditgesellschaft in eine Offene Handelsgesellschaft umgewandelt. Darüber hinaus wurden die fünf Söhne der bisher tätigen geschäftsführenden Gesellschafter Teilhaber des Unternehmens. Mit Beginn des Zweiten Weltkriegs richtete sich die Bautätigkeit des Unternehmens ausschließlich auf kriegswichtige Bauten für die Wehrmacht und die Rüstungsindustrie aus. Private Bauaufgaben waren nicht mehr möglich, da weder Material noch Arbeitskräfte erhältlich waren. Der Arbeitseinsatz wurde vermehrt behördlich gesteuert.
In der Folge des Zweiten Weltkriegs wurden große Teile der Betriebsanlagen zerstört. Ebenso verzeichnete das Unternehmen einen Mangel an Baumaterial, Hilfsstoffen, Maschinen sowie Geräten wie Lastkraftwagen und Anhängern. Bis 1949 war der Sitz des Unternehmens in notdürftig eingerichteten Büros in der Ebenhausener Ziegelei. In den Nachkriegsjahren übernahm das Unternehmen überwiegend öffentliche Aufräumungs- und Instandhaltungsarbeiten. Ab 1949 erfolgten wieder Bauleistungen für die Industrie. Außerdem erweiterte Riedel Bau 1949 seine Geschäftstätigkeit auf den Bereich des schlüsselfertigen Bauens (etwa die Amerikanische Wohnsiedlung Schweinfurt). 1954 errichtete Riedel Bau das erste Transportwerk für Beton in der Region Schweinfurt.

### Entwicklungen ab den Sechzigerjahren
Zum 1. Januar 1964 wurde die Riedel GmbH, die zugleich als persönlich haftende Gesellschafterin (Komplementärin) in die Gebr. Riedel KG eintrat, gegründet. In den Sechzigerjahren beschäftigte das Unternehmen darüber hinaus Maurer, Zimmerer und Hilfsarbeiter aus Bari und Salerno.
Ab 1969/70 nutzte Riedel Bau ein selbstentwickeltes Softwareprogramm für die Fertigteilproduktion, Kalkulation, Massenermittlung sowie die Leistungslohnabrechnung. In Folge der seit 1974 andauernden Krise in der Bauwirtschaft, die in der Einführung des Stabilitätszuschlags zur Einkommens- und Körperschaftssteuer sowie dem Ausschluss von erhöhten Abschreibungen im Bereich des privaten Wohnungsbaus begründet war, strukturierte Gert Riedel die Gesellschafterstruktur des Unternehmens um. Ende 1978 gründete er für die Mitglieder der zweiten Generation der Familie Riedel im Unternehmen einen Beirat, in den die bis zu diesem Zeitpunkt tätigen geschäftsführenden Gesellschafter Leonhard Riedel I, Leonhard Riedel II und Hans Riedel wechselten. Im Zuge dessen wurden Gert Riedel und Heinz Pappenheimer als neue Vertreter in die Geschäftsführung berufen. Im Rahmen der Neustrukturierung wurden darüber hinaus die Verwaltungen der Gebr. Riedel Bauunternehmung und des Bauteilwerks zusammengelegt. 1984 erwirtschaftete das Unternehmen erstmals einen Umsatz über 100 Millionen Mark.

### Ausweitung der Geschäftstätigkeit nach der Wiedervereinigung Deutschlands
Nach der Grenzöffnung zur DDR weitete Riedel Bau seine Geschäftstätigkeit auf die neuen Bundesländer aus. So wurde 1992 eine Niederlassung in Erfurt sowie zwei Jahre später ein Büro des Bauteilwerks in Dessau gegründet. Drei Jahre später erfolgte die Umwandlung der Erfurter Niederlassung in das Tochterunternehmen Riedel Bauunternehmen GmbH & Co. KG. Im selben Jahr gründete Riedel Bau eine Verwaltungsgesellschaft, die für die Bereiche Rechnungswesen, Personal, EDV, Werbung und Controlling des Unternehmens tätig war.
1997 wurde der Unternehmenssitz in Schweinfurt in das neu errichtete Verwaltungsgebäude in der Silbersteinstraße im Hafen-Ost verlegt. Zwei Jahre später feierte Riedel Bau sein hundertjähriges Jubiläum. 1999 gründete Riedel Bau eine weitere Niederlassung in Würzburg. Im Jahr 2001 wurde die Riedel Bau GmbH Holding in die Aktiengesellschaft Riedel Bau AG Holding umgewandelt. Des Weiteren verschmolzen 2003 die Unternehmenszweige Gebr. Riedel, Riedel Bauteilwerk und Riedel Gewerbe- und Wohnbau in die Riedel Bau GmbH & Co. KG. Im Jahr 2007 wurde die Tochter des im selben Jahr verstorbenen Gert Riedel, Stefanie Riedel, als Vertreterin der vierten Generation der Familie Riedel in den Aufsichtsrat des Unternehmens berufen.
2013 gründete Riedel Bau einen weiteren Standort in München. Drei Jahre später errichtete das Unternehmen in Bergrheinfeld ein neues Logistikgebäude, in dem die beiden Standorte des Lagerbetriebs zusammengelegt wurden. Hierdurch wurden die Bereiche Fuhrpark, Lkw-Werkstatt, Lagerhaltung, Schlosserei, Elektro, Schreinerei und Transportbetonwerk zusammengefasst.
Nachdem im Jahr 2019 das Personal sowie die Betriebsausstattung des Karlstädter Unternehmens Martin Kraft übernommen wurde, ging 2022 das Sennfelder Planungsbüro Ralf Geyer in die Riedel-TGA-Planungsgesellschaft, die im Bereich der technischen Gebäudeplanung tätig ist, über. Im selben Jahr übernahm Riedel Bau das Haßfurter Tiefbauunternehmen Dinkel Tief- und Straßenbau GmbH. Das Unternehmen wurde in die TM Tiefbau Mainfranken GmbH integriert. Durch die Übernahme erweiterte Riedel Bau seine Geschäftstätigkeit um den Straßenbau.

## Unternehmensstruktur
Die Riedel Bau AG erwirtschaftete im Geschäftsjahr 2021 279,9 Millionen Euro Umsatz. Für die Unternehmensgruppe sind 550 Mitarbeiter an fünf Standorten tätig.
Das Unternehmen ist die Muttergesellschaft der Unternehmensgruppe Riedel Bau, wobei sich der Konsolidierungskreis der Unternehmensgruppe aus folgenden Unternehmen zusammensetzt (Beteiligung 100 Prozent):
- Riedel Bau Verwaltungs-GmbH (Komplementär: Riedel GSM GmbH & Co. KG, Schweinfurt), Schweinfurt
- TM Tiefbau Mainfranken GmbH, Schweinfurt
- Riedel TGA-Planungsgesellschaft mbH, Schweinfurt
- Riedel Bauunternehmen GmbH & Co. KG, Erfurt (Komplementär: Riedel Bauunternehmen Verwaltungs-GmbH, Erfurt)

Des Weiteren ist die Riedel Bau AG persönlich haftender Gesellschafter der Bauprojekte Schweinfurt GmbH & Co. OHG.

## Dienstleistungen
Riedel Bau ist ein in Deutschland tätiges Bau- und Bauträgerunternehmen, das Hochbauten im Bereich konstruktiver Ingenieurbau (hauptsächlich Stahlbetonbau) errichtet. Des Weiteren baut das Unternehmen als Generalunternehmer Tiefbauten sowie schlüsselfertige Gewerbe- und Wohnungsbauten. Die Unternehmensgruppe vertreibt und entwickelt außerdem Wohnanlagen, Handels- sowie Gewerbeimmobilien, Eigentumswohnungen und Pflege- sowie Seniorenwohnheime. Darüber hinaus umfasst das Dienstleistungsangebot der Riedel Bau die Sanierung von Gebäuden. Zudem vertreibt das Unternehmen Transportbeton sowie Betonpumpen.
Die Tochtergesellschaft TM Tiefbau Mainfranken ist im Bereich des Tiefbaus (etwa Erdarbeiten und Kanalbau), vornehmlich in der Region Mainfranken, tätig. Die Riedel TGA-Planungsgesellschaft plant im Bereich der Technischen Gebäudeausrüstung beispielsweise Gasanlagen oder lufttechnische Anlagen für Krankenhäuser oder Industriebauten. Der Geschäftsbereich der Riedel Bauunternehmen GmbH & Co. KG ist der Bau von Gebäuden (ohne Fertigteilbau) im Bereich Hoch- und Tiefbau.

## Projekte (Auswahl)

### Straßenbau
- Sanierung eines Teilabschnitts der Oberst-Klarmann-Straße in Dankenfeld[31]

### Wohnungsbau
- Riedel Höfe in Schweinfurt (Wohnanlage mit Eigentums- und Mietwohnungen)[32]
- Wohnanlage Natürlich! Stadt in Zorneding bei München[33]
- Chinon-Center in Hofheim am Taunus[34]
- Studentenappartements in Würzburg (Kant live better)[35]

### Gewerbebau
- New Campus Pro7 / Sat1 in Unterföhring[36]
- Bürogebäude für Google in Berlin[37]

### Behörden
- Justizzentrum Schweinfurt[38]

### Schul-, Universitäts- und Klinikbauten

HafenCity Universität Hamburg. Der Rohbau wurde von Riedel Bau erstellt

- Schwimmhalle und Dreifeldsporthalle am Schulcampus Lochham in Gräfelfing[39]
- Rohbau Hafencity Universität in Hamburg[40]
- Rohbau für die München Klinik Harlaching[37]
- Klinik-Neubau für Psychiatrie, Psychotherapie und Psychosomatische Medizin in Saalfeld (Thüringen-Kliniken).[41]

### Industrie und Forschung
- ZEISS Hightech-Standort Carl Zeiss in Jena[42]
- Rohbau Besucherzentrum DESYUM auf dem DESY-Campus in Hamburg[43]

### Umbau von Bestandsgebäuden
- Umbau eines Teils des ehemaligen Benediktinerklosters in Würzburg für die Errichtung von Appartements[44]

## Auszeichnungen
Riedel Bau wurde 2019 und 2022 in die Bayerns Best 50 gewählt.